# Afterwords
Afterwords è il settimo album in studio della rock band statunitense Collective Soul, pubblicato il 27 agosto 2007. È stato pubblicato in una seconda edizione il 9 dicembre 2008 con tre nuove tracce e un video documentario di un viaggio della band in Perù.
Dall'album sono stati estratti i singoli Hollywood e All That I Know.

## Tracce
1. New Vibration – 3:20
2. What I Can Give You – 3:45
3. Never Here Alone – 3:05
4. Bearing Witness – 3:36
5. All That I Know – 4:11
6. I Don't Need Anymore Friends – 3:34
7. Good Morning After All – 4:22
8. Hollywood – 3:06
9. Persuasion of You – 3:37
10. Georgia Girl – 3:25
11. Adored – 4:15

Deluxe Edition bonus tracks
1. An Evening With - 3:19
2. Ain't That Enough - 2:40
3. Give - 3:26
4. Peru Video (Video) - 7:15

## Formazione
- Ed Roland - voce, chitarra addizionale, tastiera
- Joel Kosche - chitarra solista
- Dean Roland - chitarra ritmica
- Will Turpin - basso, percussioni, voce in I Don't Need Anymore Friends
- Ryan Hoyle - batteria, percussioni

Altri musicisti
- Anthony J. Resta – tastiera, chitarra addizionale
- Cheney Brannon – tamburello in What I Can Give You